# Léonie Aviat
Léonie Aviat, O.S.F.S., řeholním jménem Françoise de Sales (16. září 1844, Sézanne – 10. ledna 1914, Perugia) byla francouzská římskokatolická řeholnice, spoluzakladatelka a členka kongregace Sester oblátek svatého Františka Saleského. Katolická církev ji uctívá jako světici.

## Život

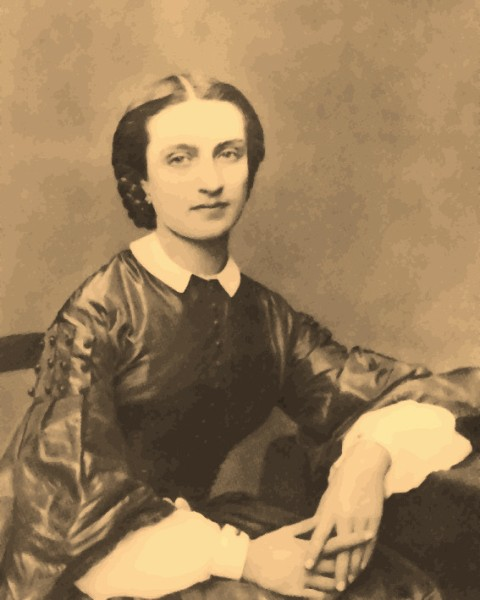
Fotografie

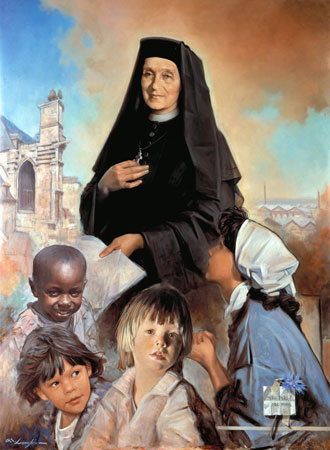
Portrét

Narodila se v Sézanne dne 16. září 1844 obchodníkům Theodoru Aviatovi a Emilii Caillot. Pokřtěna byla 17. září téhož roku v místním farním kostele.
Když jí bylo jedenáct let, navštěvovala internátní klášterní školu Řádu Navštívení Panny Marie v Troyes. Během studií ji formovala duchovní cvičení představené kláštera ct. Marie de Sales Chappuis a kaplana bl. Louiseho Brissona. Své první svaté přijímání a svátost biřmování přijala z rukou troyeského biskupa Pierrea-Louise Coeura, dne 2. července 1856.
Oba její rodiče si přáli, aby se provdala za jistého bohatého muže, a když oznámila svůj záměr stát se řeholnicí, její otec vyjádřil svůj odpor. V roce 1866 absolvovala duchovní cvičení pro pomoc při rozhodování o svém budoucím stavu. Oslovila své duchovní vůdce ct. Marii de Sales Chappuis a bl. Louiseho Brissona, kteří jí doporučili, aby s tím sečkala. V následujícím období její povolání po zasvěceném životě stále rostlo.
Starala o muže a ženy, kteří se přestěhovali z venkovských oblastí do průmyslových měst, aby našli práci v továrnách a textilních továrnách. V té době se rozhodla pro založení nové ženské řeholní kongregace, jejíž členky by se věnovaly službě těmto lidem, kteří byli často bez domova. Dne 11. dubna 1866 zahájila přípravu na založení nové kongregace, kdy se k ní přidružila její přítelkyně Lucie Caneut. Za podpory ct. Marie de Sales Chappuis spoluzaložila s  bl. Louisem Brissonem dne 30. října 1868 ženskou řeholní kongregaci Sester oblátek svatého Františka Saleského.
Téhož dne přijala spolu se svoji společnicí Lucií Caneut z rukou biskupa Gasparda Mermilloda řeholní hábit nové kongregace a také si zvolila řeholní jméno Françoise de Sales. Pokračovala v zakládání farních škol a ženské internátní školy v Paříži. Pomáhala také pracujícím s udržením jejich zaměstnání během těžkého období během prusko-francouzské války a alsaským přistěhovalcům po skončení války. Dne 11. října 1871 složila své doživotní řeholní sliby v jí založené kongregaci, které se poté stala první generální představenou, kterýž úřad zastávala po dvě funkční období, od 20. září 1872 do 8. října 1879, kdy odstoupila.
Její nástupkyně v úřadu generální představené k ní neprojevovala respekt a toto své vnitřní utrpení nabídla Bohu. V roce 1881 tato generální představená po řadě komplikací rezignovala a její nástupkyně Louise-Eugenie poslala Léonii Aviat do Paříže, aby zde řídila internátní školu na Rue de Vaugirad. Dne 15. září 1884 byla její někdejší přítelkyně Lucie Caneut, která mezitím přijala řeholní jméno Jeanne-Marie, zvolena novou generální představenou její kongregace, avšak překvapivě se k ní chovala dosti neuctivě. K těmto křivdám se však vždy stavěla s pokorou. V roce 1889 byla nahrazena v pozici vedoucí pařížské internátní školy a vrátila se do Troyes. V září roku 1893 byla v Paříži na generální kapitule své kongregace zvolena znovu její generální představenou.
Antiklerikální zákony a úplná sekularizace Francie v roce 1905 byla provázena pronásledováním řeholních řádů a kongregací a byly zavírány řeholní domy. Dne 11. dubna 1904 – v rámci přípravy na to – ona a ostatní řeholnice přesunuly mateřský dům jí založené kongregace do Perugie v Itálii, aby mohly zůstat aktivní, přestože neuměly italsky. V roce 1908, když byla ve svém pokoji, měla hroznou předtuchu, že se její duchovní vůdce, bl. Louis Brisson, který zůstal ve Francii, blíží ke konci jejího života. Krátce nato skutečně obdržela telegram o jeho špatném zdravotním stavu, načež za ním do Francie odcestovala a byla s ním u jeho lůžka, dokud o čtrnáct dní později nezemřel. Poté se zúčastnila jeho pohřbu, i když ne ve svém řeholním hábitu, kvůli tehdejším antiklerikálním zákonům.
Začala trpět silnou horečku a dne 26. prosince 1913 byla upoutána na lůžko. Dne 9. ledna 1914 se její zdravotní stav zhoršil, načež byla zaopatřena svátostmi. Zemřela na bronchopneumonii následujícího 10. ledna v Perugii. Dne 9. dubna 1961 byly její ostatky přeneseny z místa jejich odpočinku v Perugii do kostela Saint Gille v Troyes. Dne 11. dubna 1961 byly její ostatky v rámci procesu jejího blahořečení exhumovány a prohlédnuty.

## Úcta
Její beatifikační proces započal dne 9. dubna 1957, čímž obdržela titul služebnice Boží. Dne 1. prosince 1978 ji papež sv. Jan Pavel II. podepsáním dekretu o jejích hrdinských ctnostech prohlásil za ctihodnou. Dne 21. prosince 1991 byl uznán první zázrak na její přímluvu, potřebný pro její blahořečení.
Blahořečena pak byla dne 27. září 1992 na Svatopetrském náměstí papežem sv. Janem Pavlem II. Dne 18. prosince 2000 byl uznán druhý zázrak na její přímluvu, potřebný pro její svatořečení. Svatořečena pak byla dne 25. listopadu 2001 na Svatopetrském náměstí papežem sv. Janem Pavlem II.
Její památka je připomínána 10. ledna. Bývá zobrazována v řeholním oděvu. Je patronkou jihozápadní části departmentu Marne, departmentu Aube a jejího rodného Sézanne. Mimo to je také spolupatronkou jí založené kongregace.